# Алі Бенфліс
Алі Бенфліс (араб. على بن فليس); нар. 8 вересня 1944, м. Батна) — алжирський політик, Прем'єр-міністр країни у 2000–2003 роках.  З 2003 року — генеральний секретар партії ФНВ.

## Біографія
Його брат і тато загинули в ході війни за незалежність. Середню освіту здобув у місті Константіна, диплом юриста — у столиці. Певний час працював у суді міста Бліда, потім — в центральному апараті міністерства юстиції.
Обіймав посаду прокурора Батни, був генеральним прокурором в Константіні. Після цього зайнявся адвокатською практикою. У 1987 році створив Алжирської лігу з прав людини.
У 1988 році отримав посаду міністра юстиції. У 1991 році за власною ініціативою пішов у відставку і протягом декількох років перебував у «спеціальній відпустці». У 1997 році обраний депутатом парламенту і увійшов до складу політбюро правлячої партії Фронт національного звільнення.
У 1999 році очолив виборчий штаб майбутнього президента Бутефліки. Після його перемоги був генеральним секретарем канцелярії президента, а потім призначений директором кабінету глави держави.